# Zapadni Mojstir
Zapadni Mojstir (en serbe cyrillique : Западни Мојстир) est un village de Serbie situé dans la municipalité de Tutin, district de Raška. Au recensement de 2011, il comptait 428 habitants.
Zapadni Mojstir est aussi connu sous les noms de Veliki Mojstil, Mojstir-Zapadni, Mojstir Islam et Mojstir Turski.

## Démographie
| 1948 | 1953 | 1961 | 1971 | 1981 | 1991 | 2002 | 2011 |
| ---- | ---- | ---- | ---- | ---- | ---- | ---- | ---- |
| 601  | 641  | 588  | 733  | 637  | 562  | 505  | 428  |

|  |